# スペインの雨 (小柳ルミ子の曲)
「スペインの雨」（スペインのあめ）は、小柳ルミ子の28枚目のシングル。1979年4月25日にSMS Recordsから発売された。

## 概要
翌月に発売される同タイトルのアルバムからの先行シングル。

## 収録曲
1. スペインの雨 （3'41"）
作詞：阿久悠、作曲：大野克夫、編曲：萩田光雄
2. 面影劇場 （3'29"）
作詞：阿久悠、作曲：大野克夫、編曲：萩田光雄